# Johann von Lieven

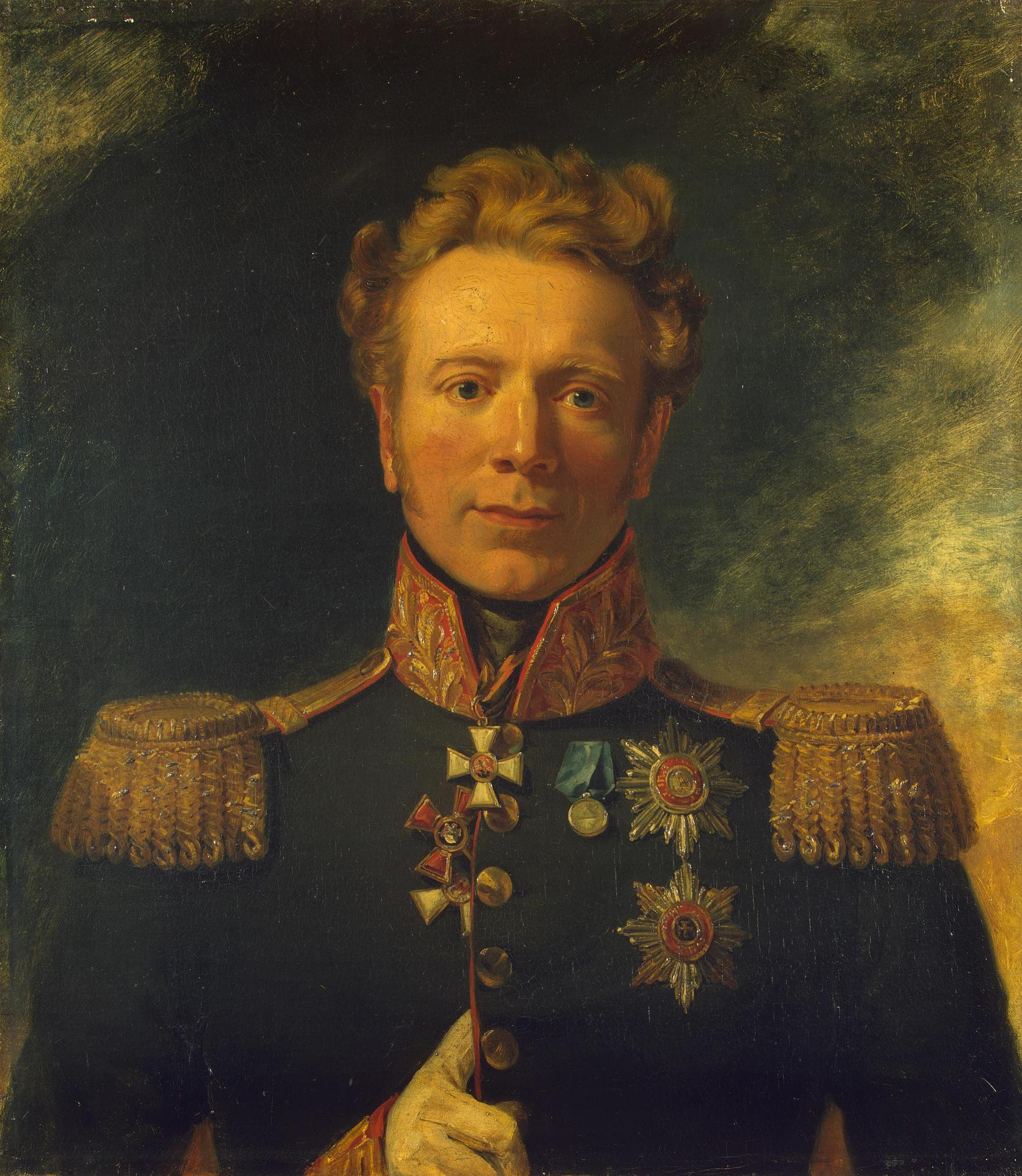
Porträt Johann von Lievens von George Dawe

Johann Georg Baron von Lieven, seit 1799 Graf, seit 1826 Fürst (russisch Иван Андреевич Ливен Iwan Andrejewitsch Lieven; * 13. Maijul. / 24. Mai 1775greg. in Kiew; † 2. Februarjul. / 14. Februar 1848greg. in Mitau) war ein russischer Generalleutnant.

## Leben

### Herkunft und Familie
Johann entstammte dem von Kaiser Nikolaus I. 1826 gefürsteten Zweig des baltischen Adelsgeschlechts Lieven. Seine Eltern waren der russische Generalmajor und Kommandant von Kiew Otto Heinrich von Lieven (1726–1781) und die russische Obersthofmeisterin Charlotte, geborene Freiin Gaugreben (1742–1828).
Er vermählte sich 1817 mit Marie, geborene von Anrep (1787–1839), Tochter des russischen Generalleutnants Reinhold von Anrep  (1760–1807). Aus der Ehe sind sechs Kinder hervorgegangen, wovon Marie (1818–1853) und Paul (1821–1881) besondere Bekanntheit erlangten, Emilie (1824–1883) seit 1845 mit dem Oberhofmeister und kurländischen Landesbevollmächtigten Karl Baron Manteuffel-Szoege (1820–1884) vermählt war.

### Werdegang
Lieven begann seine Laufbahn in der Kaiserlich Russischen Armee 1790 Fähnrich der Garde. Bereits 1799 war er Oberst im Semjonowski-Leibgarderegiment und avancierte 1800 zum Generalmajor und Chef des Infanterie-Regiments „Lwow“. Im Vierten Koalitionskrieg kämpfte er 1807 in der Schlacht bei Preußisch Eylau mit, wurde dabei verwundet und mit dem Sankt-Georgs-Orden III. Klasse ausgezeichnet. Im Jahr 1811 wurde er Kommandeur der 10. Infanterie-Division bei der Moldau-Armee, war an der Belagerung von Nikopol, Widin und an den Kämpfen um Rustschuk beteiligt und wurde Kommandant von Braila.
Zu Beginn des Vaterländischen Krieges von 1812 stand seine 10. Division im Verband der 3. Reserve-Armee (General der Kavallerie Tormassow), die später in die 3. Westarmee umbenannt wurde. Seine Truppen wurden im Raum Brest-Litowsk eingesetzt und nahmen an den Kämpfen bei Ustilug und Luboml teil. Im Feldzug von 1813 gehörte die 10. Division zum XI. Infanteriekorps des Generals von Osten-Sacken. Lievens Truppen erreichten den Weichselübergang bei Pulawy, waren an der Einnahme der Stadt Czenstochau, der Belagerung von Breslau und an der Schlacht an der Katzbach beteiligt. Er wurde am 15. September 1813 zum Generalleutnant befördert und nahm im Rahmen der Schlesischen Armee auch an der Völkerschlacht von Leipzig teil. Im Feldzug von 1814 kämpften seine Truppen in der Schlacht bei Brienne und bei La Rothière, wobei er erneut verwundet wurde. Am 1. Dezember 1815 wurde Lieven auf eigenen Wunsch vom Posten des Kommandanten der 10. Infanteriedivision entlassen und verabschiedet.
Er war Inhaber des Alexander-Newski-Orden, des Sankt-Wladimir-Ordens II. Klasse und des Stankt-Anna-Ordens I. Klasse.
Lieven verfügte über einen umfangreichen Güterbesitz. Dazu gehörten der Fideikommiss Mesothen in Kurland, weiterhin Glebau und Szeimel in Litauen, weiterhin Kremon und Kipsal in Livland, schließlich Meščerskaja und Wlasunowa im Gouvernement Jaroslawl, sowie noch weiterhin Licideewo im Gouvernement Nischni Nowgorod.